# Lluèrnia
Lluèrnia és un festival d'instal·lacions efímeres, que tenen el foc i la llum com a protagonistes, que se celebra a Olot a primers de novembre.
L'esdeveniment va celebrar la seva primera edició l'any 2012 de la mà del Pim pam pum Foc! companyia de diables i espectacles de carrer, la penya Aoapix (Associació d'olotins amics del porc i del xai) i el Teatre Principal d'Olot.
És organitzat per Lluèrnia, associació cultural i vol esdevenir una festa popular i participativa que evoqui els orígens volcànics de l'entorn natural d'Olot i la Garrotxa. Artistes visuals, arquitectes, il·luminadors, escenògrafs, fotògrafs, alumnes d'escoles d'art i disseny, escolars, associacions culturals, i veïns en general, són convidats a participar-hi amb els seus projectes durant les sis hores que dura, des de la posta de sol fins a mitjanit.

## Edició 2021
L'edició del 2021 va ser especial, ja que el festival va celebrar el seu desè aniversari. Celebrat entre el dotze i vint-i-set de novembre va reunir vint-i-set projectes a Olot. A diferència de l'any anterior, on l'esdeveniment va durar un total de quaranta-tres dies amb l'objectiu d'evitar masses de gent a causa de la pandèmia de la Covid-19, l'edició del 2021 tan sols va estar exposada un total de setze dies. S'ha de mencionar que el riu Fluvià va ser l'element que connectava totes les obres repartides al llarg de la ciutat, a conseqüència la gran majoria d'aquestes es trobaven localitzades molt a prop d'aquest riu, com ara, als prats de la Mandra, al fals túnel del tren d'Olot, als paratges de la font de les Tries… La decisió de centralitzar les instal·lacions al llarg del curs del Fluvià, es va realitzar amb l'objectiu de poder mostrar una cara més natural de la ciutat d'Olot, dit en altres paraules, per recordar el paisatge urbanístic que conté aquest nucli. D'altra banda, cal dir que algunes obres estaven situades als espais més cèntrics, per exemple al claustre de l'Hospici o bé la Plaça de Campdenmàs.
Entre totes les instal·lacions cal destacar l'Hort de la Llum, localitzada a l'Estadi d'atletisme Tussols-Basil. Aquesta experiència immersiva va ser realitzada pel dissenyador i il·luminador Antoni Arola. L'autor a l'hora de crear aquesta exposició es va inspirar en les representacions de l'ascensió mística cap a la llum. Finalment, el resultat final va ser una arquitectura lumínica que apareix i desapareix creant una atmosfera enigmàtica. Per aconseguir aquest efecte es van utilitzar uns làsers d'alta potència i fum.
També posar una especial èmfasi a la instal·lació de Manel Quintana anomenada Delight situada a l'interior del Claustre de l'Hospici. Aquesta exposició immersiva volia arribar a confondre els nostres sentits (jugant amb la persistència retiniana) respecte a la percepció de l'espai, mitjançant l'ús de la llum, elaborant efectes lluminosos a partir de contrastos, foscor, llum...
Pel que fa a les instal·lacions de foc van estar disponibles durant l'últim cap de setmana del festival, o sigui, del 24 al 25 de novembre. Els encarregats de dur a terme les propostes de foc van ser: Laia Escribà, del Taller de Magnèsia, Marc Sellarès o el Pim Pam Pum, Foc!, tots ells ja veterans en aquesta mena de treballs. En l'edició del 2021 el foc va ser l'element responsable de la il·luminació dels ponts del Fluvià.

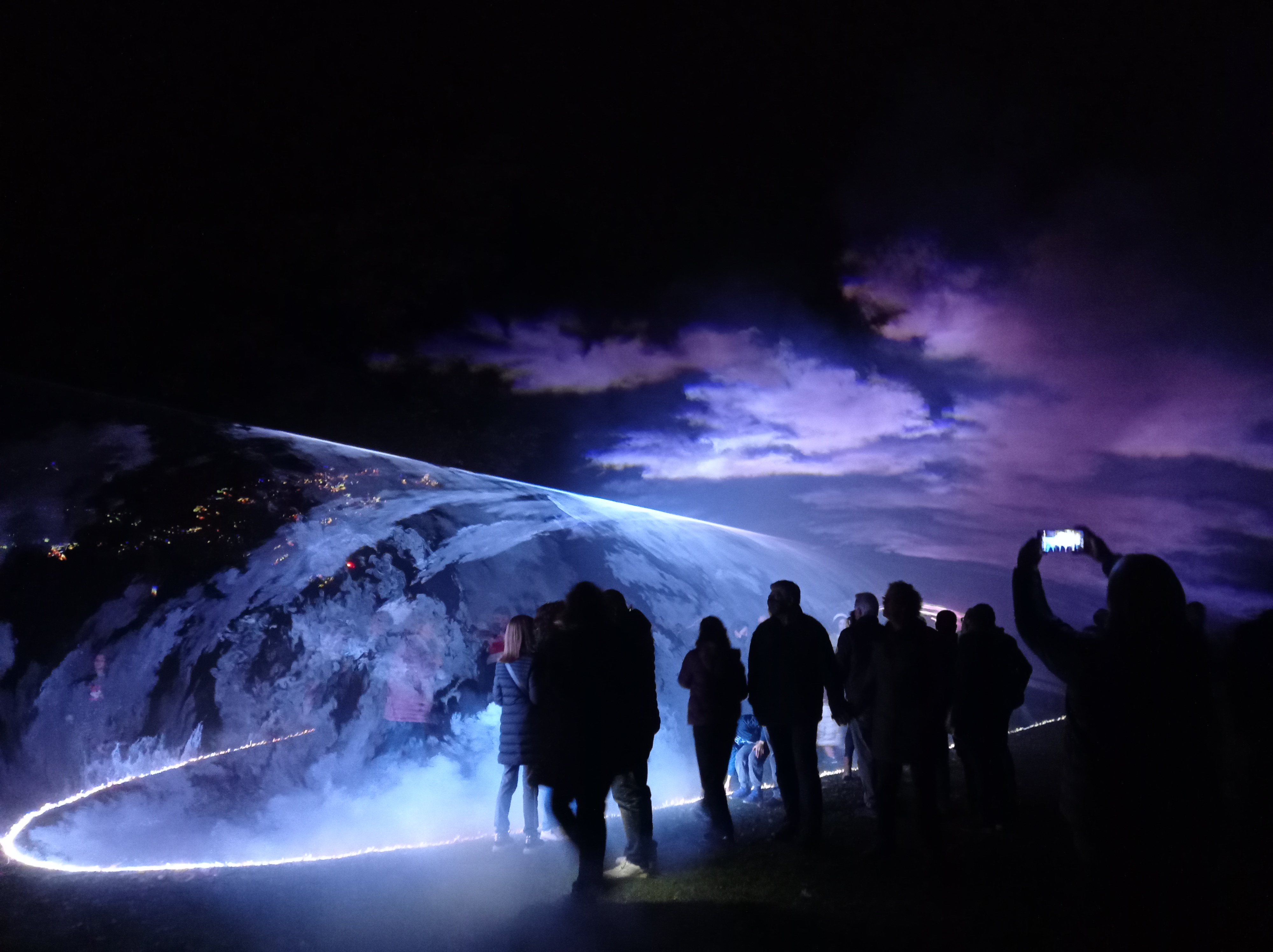
Instal·lació l'Hort de la Llum

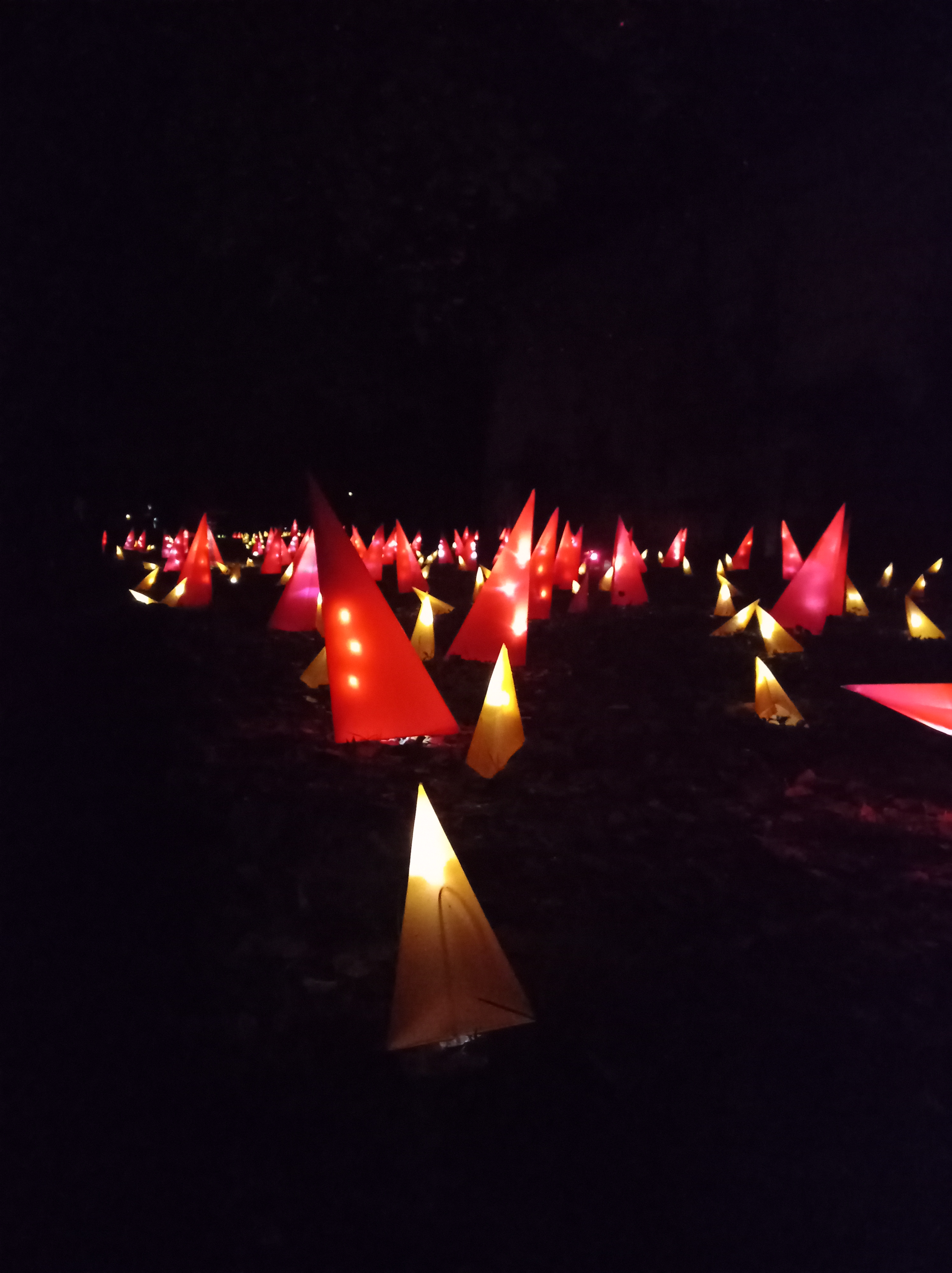
Instal·lació Insubmissió

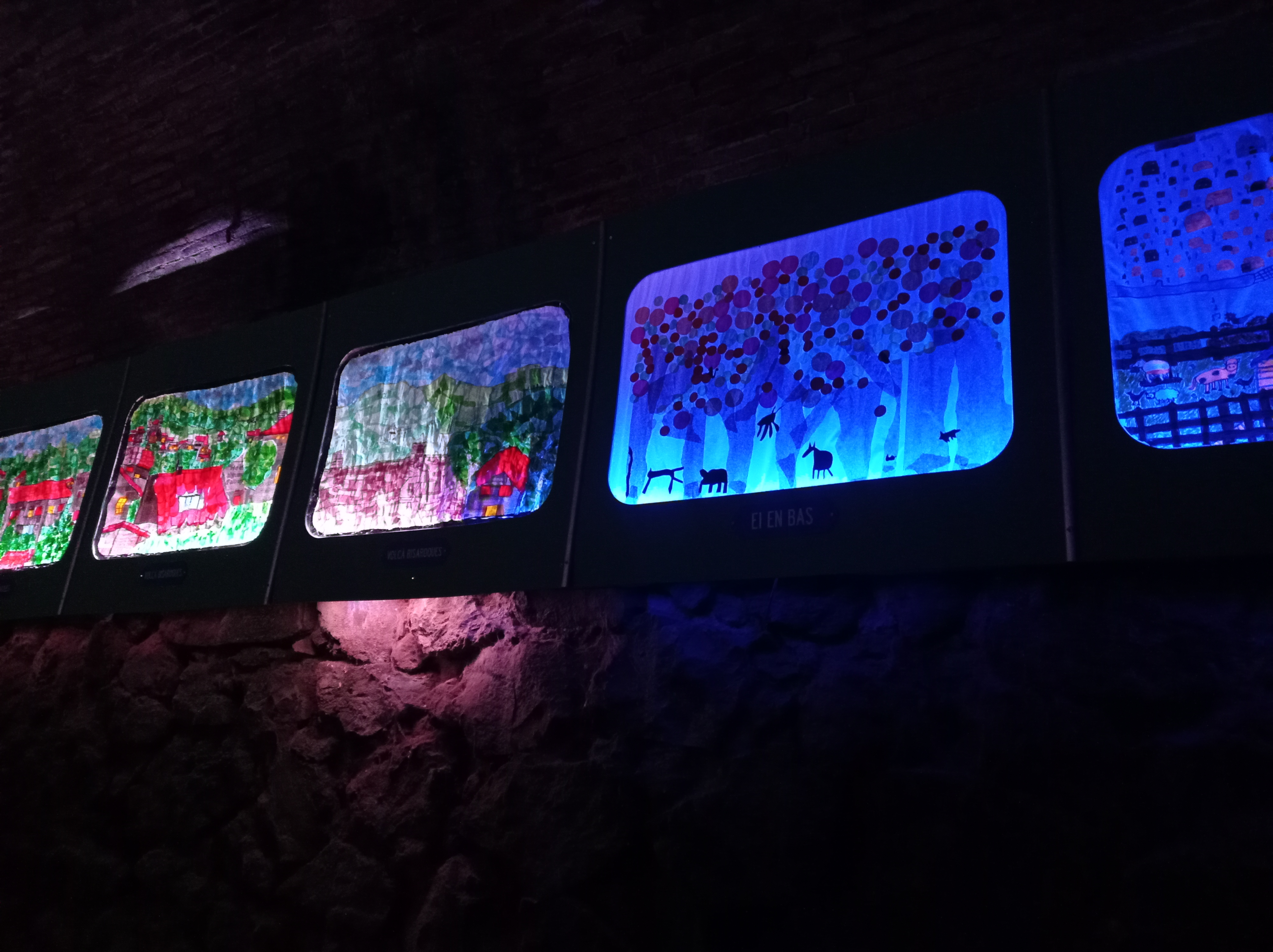
Instal·lació Hop on!